# McLaren MP4-12C
McLaren MP4-12C é um carro esporte projetado e produzido pela fabricante inglesa McLaren Automotive. Foi o primeiro carro de produção totalmente projetado e construído pela McLaren, e foi seu primeiro carro de estrada produzido desde o McLaren F1. O modelo teve o seu projeto revelado em 8 de setembro de 2009 e foi lançado entre o fim do 2010 e inicio de 2011. A sua carroçaria é inteiramente em fibra de carbono, o que a torna mais leve.
O carro compartilha sua base com seu sucessor, o McLaren 650S, que não passa de um MP4-12C modificado a um nível superior, pois as mudanças são acréscimo de fibra de carbono nas entradas e ar e outras partes, frente com para-choque com grade de colmeia, faróis do McLaren P1, e na traseira, extrator de ar identico ao do MP4-12C, mas com enfeite em cima dele ligado nas lanternas. 
O MP4-12C possui um motor McLaren M838T V8 biturbo com 3,8 litros (3799 cm3), 600 CV, transmissão SSG Pre-Cog de 7 velocidades, e tração traseira. 
Uma versão conversível do carro chamada MP4-12C Spider, renomeada para 12C Spider em 2012, também está disponível. Em fevereiro de 2014, a McLaren anunciou o relacionado 650S, com carroceria revisada, motor atualizado e outras melhorias técnicas. Em abril de 2014, a McLaren anunciou o fim da produção do 12C.